# Ivo Štandeker
Ivo Štandeker, slovenski novinar, prevajalec in fotograf, * 22. avgust 1961, Maribor  † 16. junij 1992, Sarajevo.
Otroštvo je preživel v Pesnici pri Mariboru. Bil je novinar in fotograf Mladine, ki se je med desetdnevno vojno za neodvisnost Slovenije uveljavil kot vojni poročevalec. Pozneje je nadaljeval s poročanjem z bojišč na Hrvaškem in v Bosni in Hercegovini. Leta 1992 je bil med poročanjem o srbskem obleganju Sarajeva v sarajevskem naselju Dobrinja hudo ranjen v eksploziji granate. Hkrati z njim je bila ranjena Jana Schneider, znamenita ameriška fotoreporterka, s katero sta več mesecev preživela v Sarajevu in drugih delih Bosne in Hercegovine. Umrl je nekaj ur pozneje v improvizirani bolnišnici na Palah.
Štandeker je bil sicer tudi poznavalec stripa in prevajalec iz nemščine in angleščine. Med drugim je prevedel Freuda in Habermasa.
Leta 1992 je posmrtno prejel častni znak svobode Republike Slovenije z naslednjo utemeljitvijo: »za izjemne zasluge pri obrambi svobode in uveljavljanju suverenosti Republike Slovenije«
Leta 2019 je posmrtno prejel plaketo mesta Sarajeva, leta 2022 pa je posmrtno postal častni občan Občine Pesnica. Leta 2024 je bila po njem poimenovana ulica v mariborski krajevni skupnosti Pekre.
Pokopan je bil na pokopališču v Spodnji Kungoti, kasneje so njegove posmrtne ostanke prenesli na mariborsko mestno pokopališče na Pobrežju.